# 曼卡斯角 (加利福尼亞州)
曼卡斯角（英語：Mankas Corner）是位於美國加利福尼亞州索拉諾縣的一個非建制地區。該地的面積和人口皆未知。

## 地理
曼卡斯角的座標為38°17′29″N 122°06′32″W / 38.29139°N 122.10889°W，而該地的平均海拔高度為39米（即128英尺）。